# Gretna 2008
Der Gretna 2008 (offiziell: Gretna Football Club 2008, kurz Gretna FC 2008) ist ein schottischer Fußballverein aus Gretna. Derzeit spielt der Verein in der fünftklassigen Lowland Football League.

## Geschichte
Bereits vor Vereinsauflösung des Gretna Football Club gründeten Anhänger des Clubs am 2. Juli 2008 einen neuen Verein, Gretna Football Club 2008, meist kurz Gretna 2008, der zwar rechtlich keinerlei Verbindungen zum ursprünglichen Verein besitzt, sich aber in der Tradition desselben sieht und vier Tage nach Gründung in die East of Scotland Football League aufgenommen wurde.
Gretna 2008 ist ein Gründungsmitglied der 2013 gegründeten Lowland Football League.

## Stadion
Die Heimspiele wurden am Anfang im Everholm Stadium zu Annan ausgetragen. Im Mai 2009 ist Gretna 2008 in den „heimischen“ Raydale Park in Gretna umgezogen.

## Spielkleidung
Als Spielkleidung wurde die ursprüngliche Kombination mit schwarz-weiß gestreiften Trikots, weißen Hosen und Stutzen gewählt, sowie von FC Gretna die Rechte am Vereinswappen abgekauft.